# Zlatni standard
Zlatni standard postoji kada monetarne vlasti imaju dovoljno zlatnih rezervi da pretvore u zlato sav novac stavljen u opticaj po obećanom kursu. Zlatni standard ograničava moć vlada da povećavaju cene prekomernim izdavanjem papirne valute. Tokom Prvog i Drugog svetskog rata, mnoge zemlje su privremeno napustile zlatni standard kako bi finansirale svoje ratne napore. Ovo je dovelo do devalvacije mnogih valuta i rasta cena zlata, jer je investitore privukla relativna sigurnost zlata. Posle Drugog svetskog rata, sporazumima postignutim na konferenciji u Breton Vudsu 1944. godine, stupio je na snagu poslednji zlatni standard po kome su mnoge zemlje vezivale kurs svojih valuta za američki dolar.
Sjedinjene Države su tada obećale fiksnu cenu zlata od 35 dolara po unci. Kao rezultat toga, sve valute vezane za kurs dolara dobile su fiksnu vrednost u smislu zlata. Pod predsednikom Šarlom de Golom, do 1970-ih, Francuska je smanjivala svoje dolarske rezerve kupujući zlato za njih od vlade SAD, smanjujući tako američki ekonomski uticaj u svetu.
Ovo je, zajedno sa finansijskim pritiskom izazvanim Vijetnamskim ratom, primoralo predsednika Ričarda Niksona da 1971. godine ukine zlatni standard, odnosno direktnu konvertibilnost dolara u zlato. Kao rezultat toga, savremene svetske valute su izgubile svoju materijalnu osnovu, a centralne banke, od kojih su mnoge u privatnom vlasništvu, dobile su teorijsku mogućnost da emituju novac u neograničenim količinama.
Robni novac nije pogodan za skladištenje i prenos, pa je postepeno ušao u upotrebu papirni, a odnedavno i elektronski.

## Literatura
- Bordo, Michael D.; Dittmar, Robert D.; Gavin, William T. (јун 2003). „Gold, Fiat Money and Price Stability” (PDF). Working Paper Series. Research Division – Federal Reserve Bank of St. Louis. Приступљено 24. 12. 2011.
- Cassel, Gustav. The Downfall of the Gold Standard. Oxford University Press, 1936.
- Drummond, Ian M. The Gold Standard and the International Monetary System 1900–1939. Macmillan Education, LTD, 1987.
- Eichengreen, Barry J. (1995). Golden Fetters: The Gold Standard and the Great Depression, 1919–1939. New York City: Oxford University Press. ISBN 978-0-19-510113-3. OCLC 34383450.
- Elwell, Craig K. (2011). Brief History of the Gold Standard in the United States. Congressional Research Service.
- Friedman, Milton; Schwartz, Anna Jacobson (1963). A Monetary History of the US 1867–1960. Princeton University Press. стр. 543. ISBN 978-0-691-04147-6. Приступљено 2012-07-09.
- Hamilton, James D. (април 1988). „Role of the International Gold Standard in Propagating the Great Depression”. Contemporary Economic Policy. 6 (2): 67—89. doi:10.1111/j.1465-7287.1988.tb00286.x. Архивирано из оригинала 2013-01-05. г. Приступљено 2008-11-12.
- Lipsey, Richard G. (1975). An introduction to positive economics (4th изд.). Weidenfeld & Nicolson. стр. 683–702. ISBN 978-0-297-76899-9.
- Officer, Lawrence (1. 2. 2010). „Gold Standard”. Eh.net Encyclopedia. Архивирано из оригинала 2012-06-27. г. Приступљено 2012-07-09.
- Banking in modern Japan. Tokyo: Fuji Bank. 1967. ISBN 978-0-333-71139-2. OCLC 254964565.
- Bensel, Richard Franklin (2000). The political economy of American industrialization, 1877–1900. Cambridge: Cambridge University Press. ISBN 978-0-521-77604-2. OCLC 43552761.
- Bernanke, Ben; James, Harold (октобар 1990). „The Gold Standard, Deflation, and Financial Crisis in the Great Depression: An International Comparison”. NBER Working Paper No. 3488. doi:10.3386/w3488 . Also published as: Bernanke, Ben; James, Harold (1991). „The Gold Standard, Deflation, and Financial Crisis in the Great Depression: An International Comparison”.  Ур.: R. Glenn Hubbard. Financial markets and financial crises. Chicago: University of Chicago Press. стр. 33—68. ISBN 978-0-226-35588-7. OCLC 231281602.
- Bordo, Michael D. (1999). Gold standard and related regimes: collected essays. Cambridge: Cambridge University Press. ISBN 978-0-521-55006-2. OCLC 59422152.
- Bordo, Michael D; Anna Jacobson Schwartz; National Bureau of Economic Research (1984). A Retrospective on the classical gold standard, 1821–1931. Chicago: University of Chicago Press. ISBN 978-0-226-06590-8. OCLC 10559587.
- Coletta, Paolo E. "Greenbackers, Goldbugs, and Silverites: Currency Reform and Politics, 1860-1897,” in H. Wayne Morgan (ed.), The Gilded Age: A Reappraisal. Syracuse, NY: Syracuse University Press, 1963; pp. 111–139.
- Eichengreen, Barry J.; Marc Flandreau (1997). The gold standard in theory and history. New York City: Routledge. ISBN 978-0-415-15061-3. OCLC 37743323.
- Einaudi, Luca (2001). Money and politics: European monetary unification and the international gold standard (1865–1873). Oxford: Oxford University Press. ISBN 978-0-19-924366-2. OCLC 45556225.
- Roberts, Mark A (март 1995). „Keynes, the Liquidity Trap and the Gold Standard: A Possible Application of the Rational Expectations Hypothesis”. The Manchester School of Economic & Social Studies. 61 (1): 82—92. doi:10.1111/j.1467-9957.1995.tb00270.x.
- Thompson, Earl A.; Charles Robert Hickson (2001). Ideology and the evolution of vital institutions: guilds, the gold standard, and modern international cooperation. Boston: Kluwer Acad. Publ. ISBN 978-0-7923-7390-2. OCLC 46836861.
- Pollard, Sidney (1970). The gold standard and employment policies between the Wars. London: Methuen. ISBN 978-0-416-14250-1. OCLC 137456.
- Hanna, Hugh Henry; Charles Arthur Conant; Jeremiah Jenks (1903). Stability of international exchange: Report on the introduction of the gold-exchange standard into China and other silver-using countries. OCLC 6671835.
- Drummond, Ian M.; The Economic History Society (1987). The gold standard and the international monetary system 1900–1939. Houndmills, Basingstoke, Hampshire: Macmillan Education. ISBN 978-0-333-37208-1. OCLC 18324084.
- Hawtrey, Ralph George (1927). The Gold Standard in theory and practice. London: Longman. ISBN 978-0-313-22104-0. OCLC 250855462.
- Flandreau, Marc (2004). The glitter of gold: France, bimetallism, and the emergence of the international gold standard, 1848–1873. Oxford: Oxford University Press. ISBN 978-0-19-925786-7. OCLC 54826941.
- Lalor, John (2003) [1881]. Cyclopedia of Political Science, Political Economy and the Political History of the United States. London: Thoemmes Continuum. ISBN 978-1-84371-093-6. OCLC 52565505.
- Rothbard, Murray Newton (2006). „The World Currency Crisis”. Making Economic Sense. Burlingame, California: Ludwig von Mises Institute. стр. 295—299. ISBN 978-0-945466-46-8. OCLC 78624652.
- Cassel, Gustav (1936). The downfall of the gold standard. Oxford: Clarendon Press. OCLC 237252.
- Braga de Macedo, Jorge; Barry J. Eichengreen; Jaime Reis (1996). Currency convertibility: the gold standard and beyond. New York City: Routledge. ISBN 978-0-415-14057-7. OCLC 33132906.
- Russell, William H. (1982). The Deceit of the Gold Standard and of Gold Monetization. American Classical College Press. ISBN 978-0-89266-324-8.
- Mitchell, Wesley C. (1908). Gold, prices, and wages under the greenback standard. Berkeley, California: The University Press. OCLC 1088693.
- Mouré, Kenneth (2002). The gold standard illusion: France, the Bank of France, and the International Gold Standard, 1914–1939. Oxford: Oxford University Press. ISBN 978-0-19-924904-6. OCLC 48544538.
- Bayoumi, Tamim A.; Barry J. Eichengreen and Mark P. Taylor (1996). Modern perspectives on the gold standard. Cambridge: Cambridge University Press. ISBN 978-0-521-57169-2. OCLC 34245103.
- Keynes, John Maynard (1925). The economic consequences of Mr. Churchill. London: Hogarth Press. OCLC 243857880.
- Keynes, John Maynard (1930). A treatise on money in two volumes. London: MacMillan. OCLC 152413612.
- Ferderer, J. Peter (1994). Credibility of the interwar gold standard, uncertainty, and the Great Depression. Annandale-on-Hudson, New York: Jerome Levy Economics Institute. OCLC 31141890.
- Aceña, Pablo Martín; Jaime Reis (2000). Monetary standards in the periphery: paper, silver and gold, 1854–1933. London: Macmillan Press. ISBN 978-0-333-67020-0. OCLC 247963508.
- Gallarotti, Giulio M. (1995). The anatomy of an international monetary regime: the classical gold standard, 1880–1914. Oxford: Oxford University Press. ISBN 978-0-19-508990-5. OCLC 30511110.
- Dick, Trevor J. O.; John E. Floyd (2004). Canada and the Gold Standard: Balance of Payments Adjustment Under Fixed Exchange Rates, 1871–1913. Cambridge: Cambridge University Press. ISBN 978-0-521-61706-2. OCLC 59135525.
- Hofstadter, Richard (1996). „Free Silver and the Mind of "Coin" Harvey”. The Paranoid Style in American Politics and Other Essays. Harvard: Harvard University Press. ISBN 978-0-674-65461-7. OCLC 34772674.
- Kenwood, A.G.; A. L. Lougheed (1992). The growth of the international economy 1820–1990. London: Routledge. ISBN 978-91-44-00079-4.
- Lewis, Nathan K. (2006). Gold: The Once and Future Money. New York: Wiley. ISBN 978-0-470-04766-8. OCLC 87151964.
- Metzler, Mark (2006). Lever of Empire: The International Gold Standard and the Crisis of Liberalism in Prewar Japan. Berkeley, California: University of California Press. стр. . ISBN 978-0-520-24420-7.
- Officer, Lawrence H. (2007). Between the Dollar-Sterling Gold Points: Exchange Rates, Parity and Market Behavior. Chicago: Cambridge University Press. ISBN 978-0-521-03821-8. OCLC 124025586.
- Officer, Lawrence H. (2008). „bimetallism”.  Ур.: Steven N. Durlauf and Lawrence E. Blume. The New Palgrave Dictionary of Economics. The New Palgrave Dictionary of Economics, 2nd Edition. Basingstoke: Palgrave Macmillan. стр. 1—6. ISBN 978-0-333-78676-5. OCLC 181424188. doi:10.1057/9780230226203.0136. Приступљено 2008-11-13.
- Pietrusza, David (2011). 'It Shines for All': The Gold Standard Editorials of The New York Sun. New York City, New York: New York Sun Books. ISBN 978-1-4611-5612-3.
- Withers, Hartley (1919). War-Time Financial Problems. London: J. Murray. OCLC 2458983. Приступљено 2008-11-14.

## Spoljašnje veze
- 1925: Churchill & The Gold Standard - UK Parliament Living Heritage
- What is The Gold Standard? University of Iowa Center for International Finance and Development
- History of the Bank of England Bank of England
- Timeline: Gold's history as a currency standard Архивирано на веб-сајту  (13. децембар 2010)